# Lophoterges fidia
Lophoterges fidia är en fjärilsart som beskrevs av Max Wilhelm Karl Draudt 1950. Lophoterges fidia ingår i släktet Lophoterges och familjen nattflyn. Inga underarter finns listade i Catalogue of Life.